# Волков, Артём Леонидович
Артём Леони́дович Во́лков (28 января 1985, Новополоцк, Белорусская ССР, СССР) — белорусский хоккеист, нападающий. Выступал за сборную Белоруссии.

## Биография
Артём Волков родился в городе Новополоцке 28 января 1985 года. В 2000 году в возрасте 15-ти лет дебютировал в высшей лиге Белоруссии за витебский «Химик-ШВСМ». В 2001 году перешёл в минскую «Юность», цвета которой защищал до 2010 года. В составе команды стал четырёхкратным чемпионом Белоруссии по хоккею с шайбой. В 2007 году стал победителем Континентального кубка по хоккею с шайбой.
В 2010 году перешёл в «Гомель», отыграл 3 сезона. Завоевал бронзовую медаль чемпионата страны 2011 года. В сезоне 2014/15 Артём Волков дебютировал в КХЛ за минское «Динамо». Также играл в «Юности» на чемпионат Белоруссии. Сезон закончил в Омске, где выступал за «Авангард».
В сезоне 2015/16 выступал в белорусской экстралиге за «Гомель» и «Юность». В 2016 году подписал контракт с минским «Динамо». Всего в КХЛ провёл 3,5 сезона за минское «Динамо» и полсезона за «Авангард», за 154 матча набрал 12 очков (4+8).
Последним в карьере клубом стало «Динамо-Молодечно» из Белорусской экстралиги.
Призывался в юниорскую и молодёжную сборную Белоруссии, участник первенств мира. В национальную сборную Белоруссии призывался с сезона 2003/04. В 2007 году дебютировал на чемпионате мира, сыграл 6 матчей, очков не набрал. Всего принял участие в четырёх чемпионатах мира в главном дивизионе (2007, 2014, 2015, 2017) и одном розыгрыше первого дивизиона (2019). В общей сложности сыграл около 100 матчей за сборную.